# Anoda hřebenitá

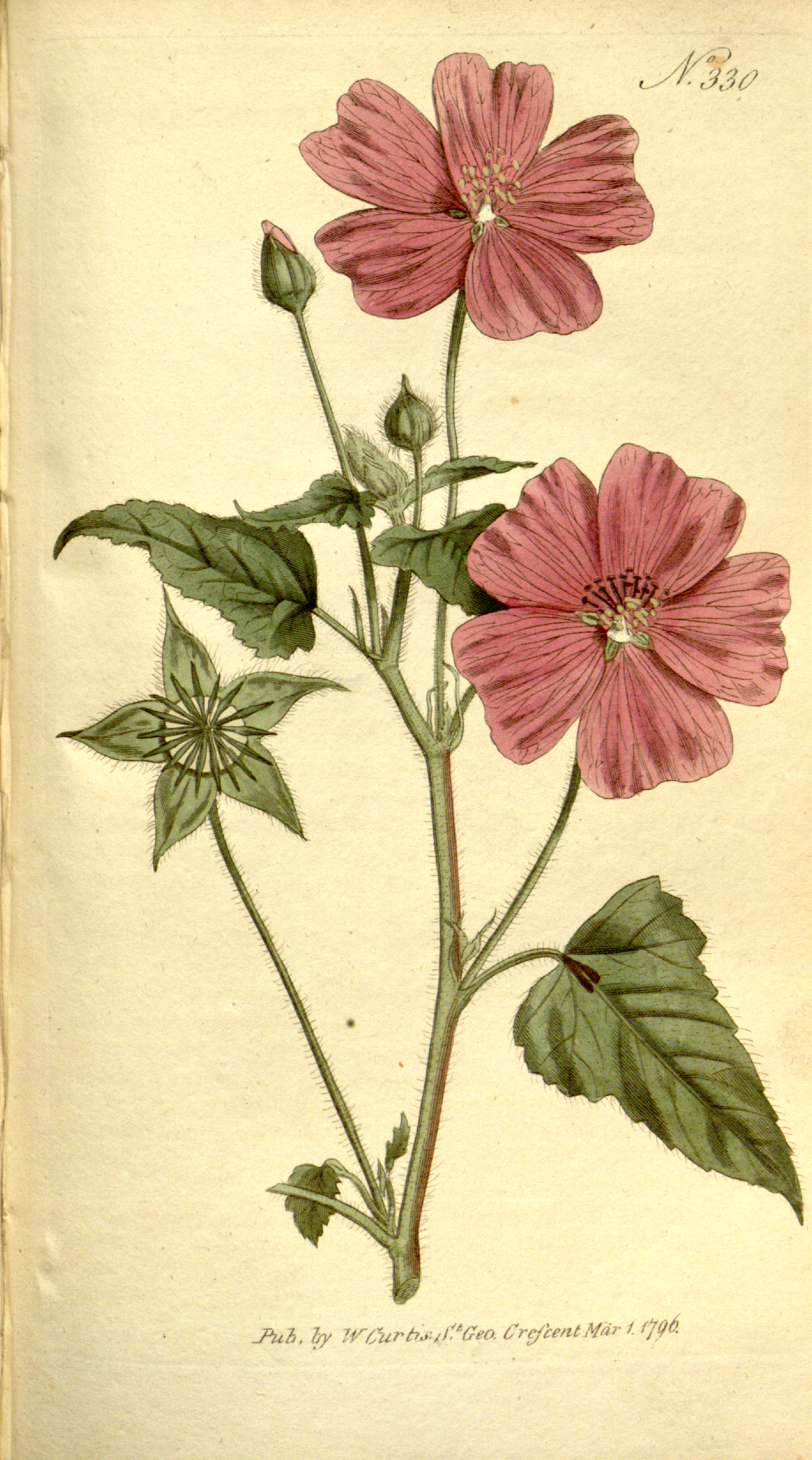
Zobrazení anody hřebeníté

Anoda hřebenitá (Anoda cristata) je jednoletá rostlina, půl až metr vysoká a kvetoucí v pozdním létě mnoha nafialovělými květy. Je jediný druh rodu anoda, který se jako neofyt příležitostně vyskytuje v české přírodě, do které se dostal až v druhé půli 20. století. Poprvé byla ve volné přírodě České republiky pozorována roku 1973 a pravděpodobně je zde, stejně jako do jiných zemí, zavlékána s americkými sojovými boby; objevuje se obvykle v místech, kde se tyto překládají, zpracovávají nebo zkrmují. Od ostatních druhů rodu se odlišuje hlavně stupněm ochlupení a tvarem listů.
Původní areál anody hřebenité zabírá podstatnou část Ameriky, od jihozápadu Spojených státu přes Mexiko a celou Střední Ameriku včetně Karibiku až po Bolívii a severní části Chile a Argentiny. Těžištěm rozšíření celého rodu je Mexiko. Druhotně byla zavlečena do Austrálie, na jih Afriky, Blízký východ, indický subkontinent, ruský Dálný východ i do některých evropských zemí.

## Ekologie
Vyrůstá obvykle podél vodních toků, kde nachází vlhkou, propustnou a na živiny ne příliš bohatou půdu. Ve výživné půdě bývá sice rostlina vyšší a vyvine více listů, její kvetení je však slabší. Vyskytuje se na obdělávaných polích, v řídkých lesích a křovinách, stejně jako v narušovaných místech ve městech a okolo cest. Roste do nadmořské výšky až 2600 m. Je cizosprašná rostlina s protandrickými květy rozkvétající v pozdním létě, jež bývají opylovány létajícím hmyzem. Ploidie druhu je 2n = 30, 60 či 90.

## Popis

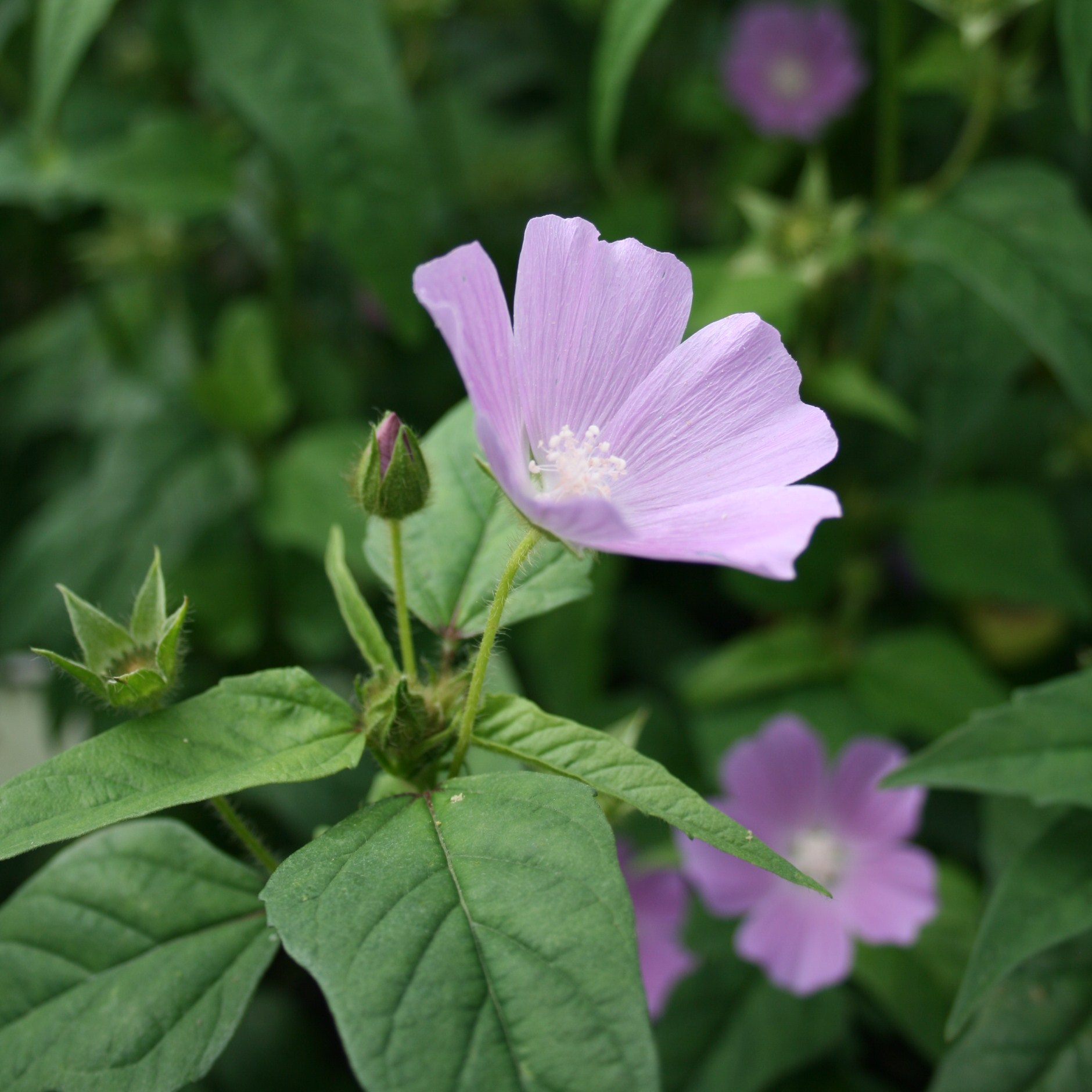
Květ

Jednoletá rostlina s rozvětvenou, přímou až poléhavou lodyhou dorůstající do výše 40 až 100 cm, která má dlouhý kůlovitý kořen. Chlupatá lodyha je porostlá řapíkatými, oboustranně pýřitými listy, které bývají velké 3 až 9 cm a mívají variabilní tvar, jsou vejčité, hrálovité nebo čárkovité, celokrajné nebo dlanitě tří až pěti laločné. Palisty jsou nenápadné, čárkovité a brzy opadávají.
Květy bývají veliké asi 2,5 cm a vyrůstají jednotlivě na stopkách 5 cm dlouhých z paždí listů. Jsou oboupohlavné, pětičetné, jejich kalich má do půli srostlé trojúhelníkovité cípy asi 8 mm dlouhé, které se za plodu zvětšují. Korunní lístky jsou 15 až 25 mm velké, obvejčité, na konci mělce vykrojené a s krátkým nehtíkem. Zbarvené jsou modrofialově až červenofialově (sušením zmodrají), nebo výjimečně bílé a vždy jsou tmavě žilkované. V květu je do sloupečku srostlých pět chlupatých tyčinek, svrchní semeník a čnělka rozdělená do 10 až 19 větví s hlavičkovitými bliznami.
Plod je diskovitý až polokulovitý, asi 1 cm velký a obalený vytrvalým kalichem. Skládá se z 10 až 19 nestejně pukajících plůdku se špičatým výrůstkem směřujícím paprsčitě ven z plodu. Plůdek obsahuje po jednom hnědočerném, ledvinovitém, drsném, asi 3 mm velkém semeni. Dozrávají v září a říjnu a jsou jedinou možností, jak se může rostlina rozmnožit.

## Význam
Ve své rozlehlé domovině se anoda hřebenitá projevuje jako nepříjemný plevel hlavně na polích s obilím, vojtěškou, mákem, bavlníkem, tabákem i zeleninou. Někdy však bývá jako okrasná rostlina vědomě vysévána do nevyužívaných zákoutí, kde se sama každoročně obnovuje a kvete bez zvláštních nároků. Mladé listy se jedí jako zelenina a kořenem se léčí kašel. V Evropě je nepůvodní rostlinou, jenž nemá tendenci agresivně se šířit na nová stanoviště.

## Galerie

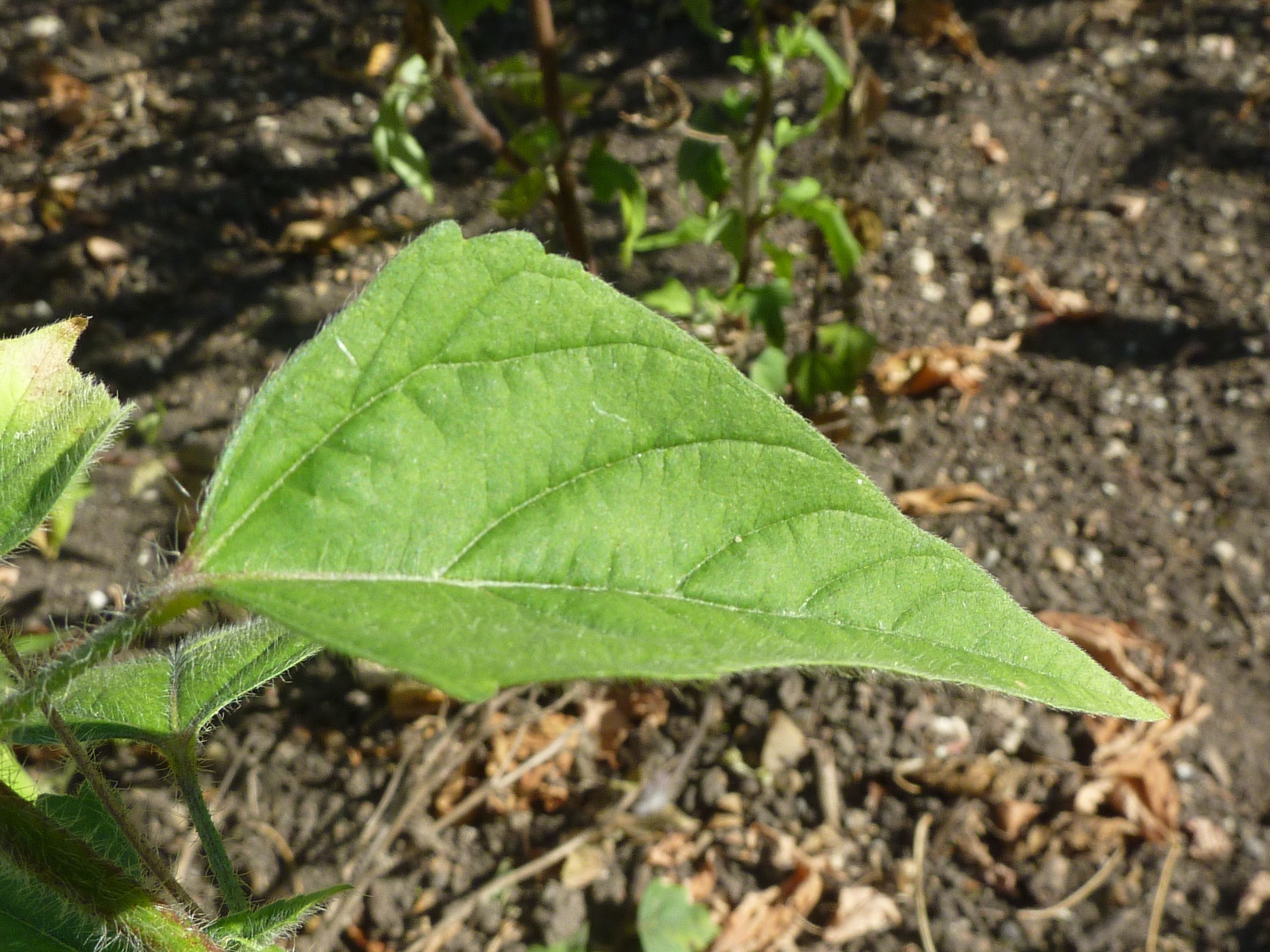
List
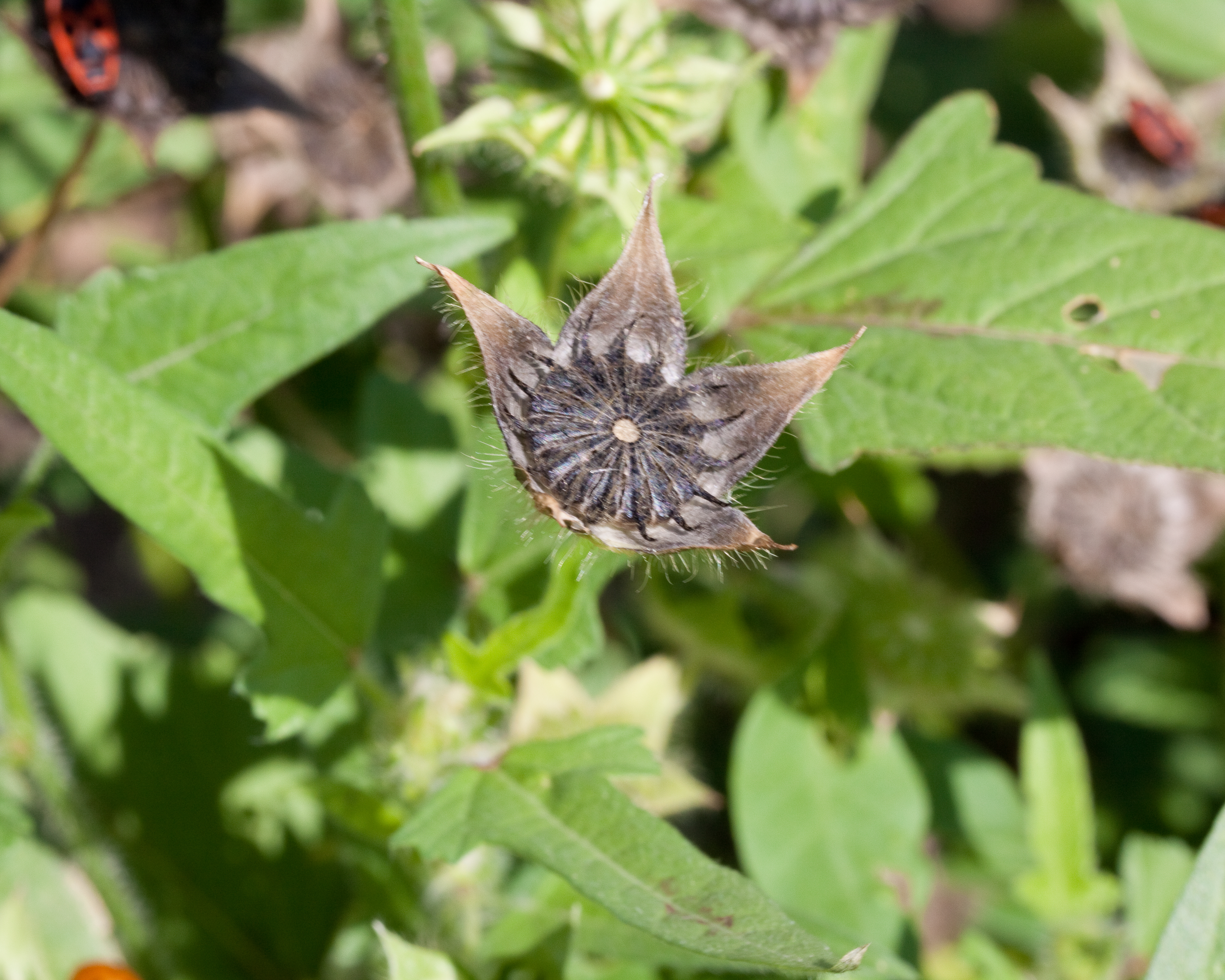
Plod v kalichu
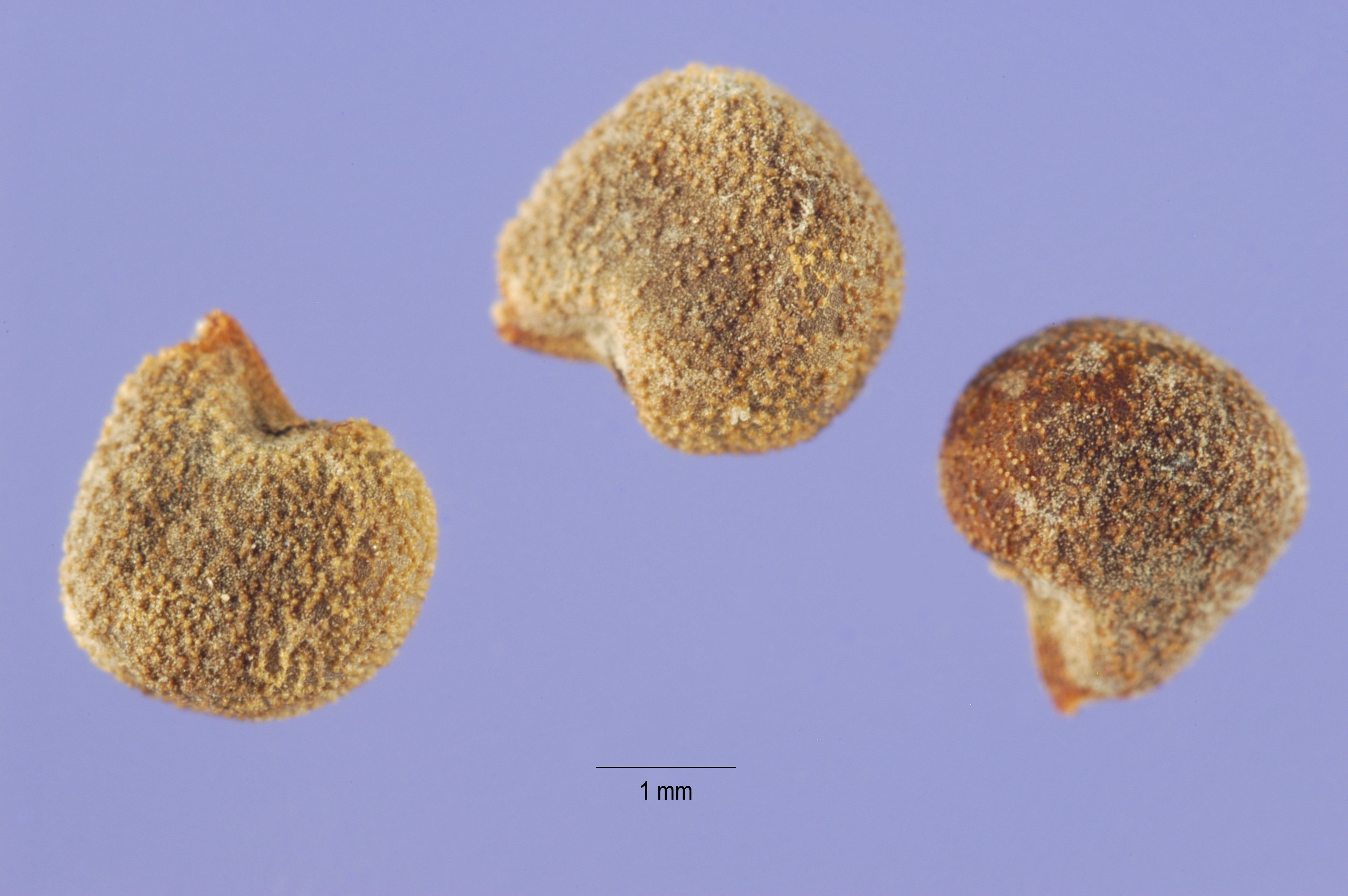
Semena